# Vegesack (Bremen)
Vegesack (Bremen) este un sector în orașul hanseatic Bremen , Germania. 
1. 1 2  GeoNames